# Hermann Haken (Politiker)

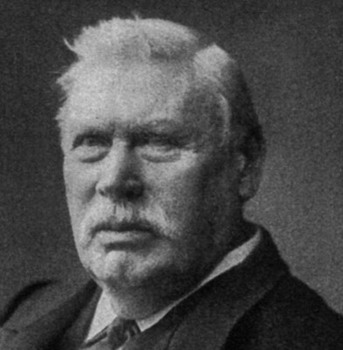
Hermann Haken

Hermann Haken (* 5. Mai 1828 in Köslin; † 16. Juli 1916 in Berlin-Wilmersdorf) war ein deutscher Jurist und Politiker. Große Bekanntheit erlangte er als wohl bedeutendster Oberbürgermeister von Stettin. Während seiner 29-jährigen Amtszeit entwickelte er die Hauptstadt Pommerns zur modernen Großstadt und zu einer der wichtigsten Industrie- und Hafenstädte im Ostseeraum.

## Leben
Haken studierte an der Universität Greifswald und der Friedrich-Wilhelms-Universität zu Berlin Rechtswissenschaft. 1847 wurde er Mitglied des Corps Pomerania Greifswald. Ab 1867 war er Bürgermeister der pommerschen Hafenstadt Kolberg. Neben seiner kommunalpolitischen Tätigkeit war Haken von 1873 bis 1878 Mitglied des Preußischen Abgeordnetenhauses. Er war Mitglied der nationalliberalen Partei.
Im Jahre 1878 wurde Haken Oberbürgermeister von Stettin. In diesem Amt veranlasste er einen großzügigen Ausbau der Stadt zur modernen Großstadt. Der Seehafen wurde erweitert und an die Bedürfnisse der industriellen Epoche angepasst. Westlich der Altstadt entstand zwischen 1882 und 1910 auf Hakens Initiative ein großzügiger gründerzeitlicher Stadtteil, die heutige Innenstadt. Am engsten mit dem Namen des Bürgermeisters wird jedoch die nach ihm benannte Hakenterrasse verbunden. Auf dem Gelände des aufgegebenen Forts Leopold nördlich der Altstadt entstand zwischen 1900 und 1914 eine repräsentative Uferpromenade mit breiter Treppe zum Oderufer, flankiert von Pavillons im Jugendstil. Auch die Anlage des Hauptfriedhofs Stettin geht auf Hakens Initiative zurück. Haken saß ab 1895 im Preußischen Herrenhaus. Sein Nachfolger als Oberbürgermeister wurde Friedrich Ackermann.

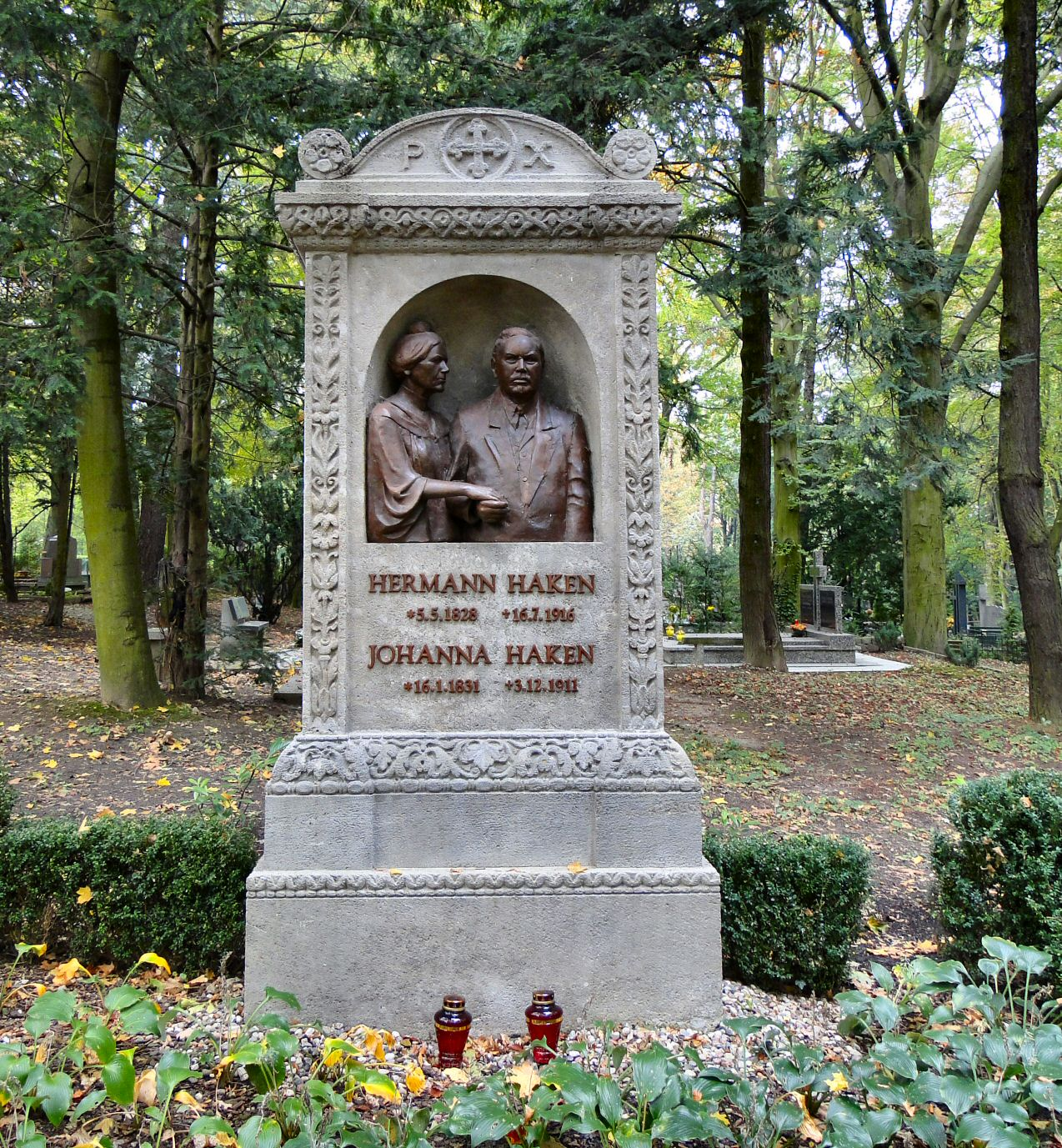
Grab auf dem Hauptfriedhof Stettin (Büste von Karl Ludwig Manzel)

Hermann Haken erhielt die Ehrenbürgerwürde der Städte Kolberg und Stettin.